# Жыланды (Жетысуская область)
Жыланды (каз. Жыланды) — село в Алакольском районе Жетысуской области Казахстана. Административный центр Жыландинского сельского округа. Код КАТО — 193455100.

## Население
В 1999 году население села составляло 1044 человека (527 мужчин и 517 женщин). По данным переписи 2009 года, в селе проживало 1427 человек (750 мужчин и 677 женщин).